# Xovinisme del carboni

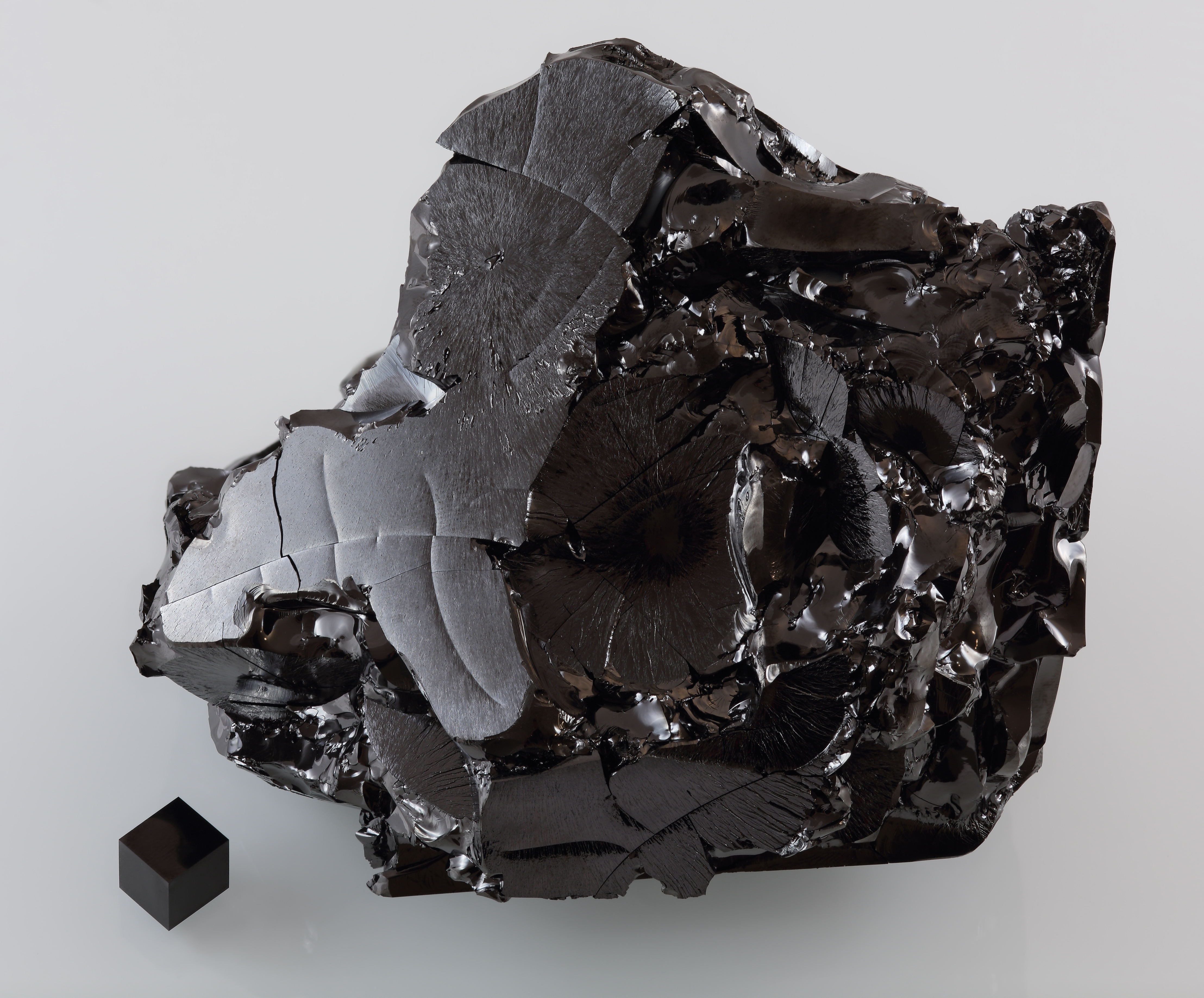
Una gran mostra de carboni vitri i un cub de grafit proper d'1 cm^{3}

El xovinisme de carboni és un neologisme destinat a menystenir la suposició que els processos químics de la hipotètica vida extraterrestre s'han de construir principalment a partir de carboni (compostos orgànics) perquè, pel que sabem, les propietats químiques i termodinàmiques del carboni el fan molt superior a tots els altres elements.

## Concepte
El terme es va utilitzar ja el 1973, quan el científic Carl Sagan el va descriure i altres xovinismes humans que limiten la imaginació de la possible vida extraterrestre. Suggereix que els éssers humans, com a formes de vida basades en carboni que mai no han trobat cap vida que hagi evolucionat fora de l'entorn de la Terra, poden tenir dificultats per imaginar bioquímiques radicalment diferents.

## Alternatives de carboni

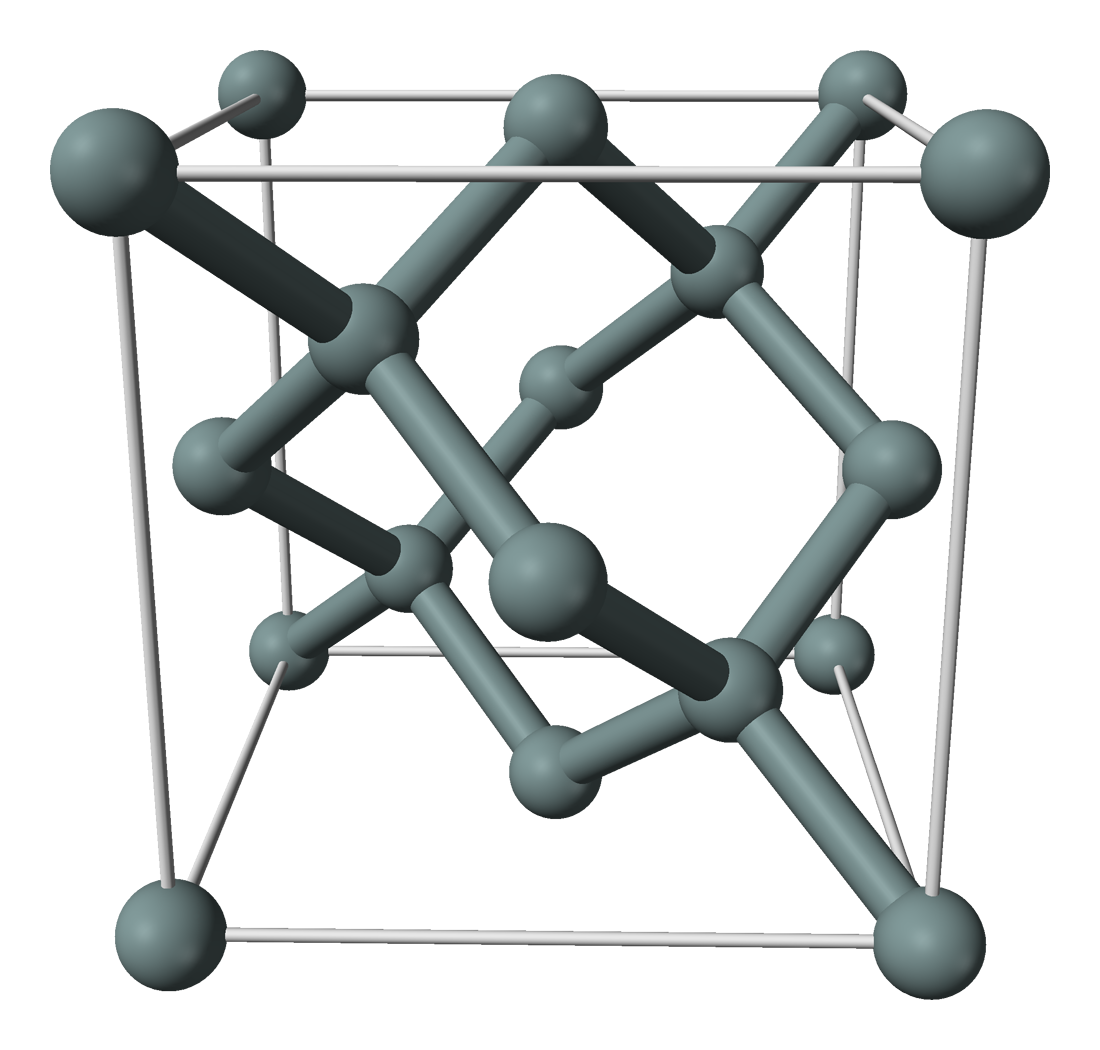
Silici en una estructura cristal·lina cúbica de diamant

Igual que el carboni, el silici pot formar quatre enllaços estables amb ell mateix i amb altres elements, i llargues cadenes químiques conegudes com a polímers de silà, que són molt semblants als hidrocarburs essencials per a la vida a la Terra. El silici és més reactiu que el carboni, cosa que podria fer-lo òptim per a entorns extremadament freds. Tanmateix, els silans es cremen espontàniament en presència d'oxigen a temperatures relativament baixes, de manera que una atmosfera d'oxigen pot ser mortal per a la vida basada en silici. D'altra banda, val la pena tenir en compte que els alcans són per regla general força inflamables, però la vida basada en carboni a la Terra no emmagatzema energia directament com alcans, sinó com a sucres, lípids, alcohols i altres compostos d'hidrocarburs amb propietats molt diferents. L'aigua com a dissolvent també reaccionaria amb els silans, però de nou, això només importa si per alguna raó els silans són utilitzats o produïts en massa per aquests organismes.
El silici no té una propietat important del carboni: els enllaços carboni-carboni simples, dobles i triples són tots relativament estables. Les estructures de carboni aromaticitades sustenten l'ADN, que no podria existir sense aquesta propietat del carboni. En comparació, els compostos que contenen dobles enllaços de silè (com el silabenzè, un anàleg inestable del benzè) presenten una estabilitat molt menor que el compost de carboni equivalent. Un parell d'enllaços simples de silà tenen una entalpia total significativament més gran que un doble enllaç de silè, de manera que els disilens simples s'autopolimereixen fàcilment i el silici afavoreix la formació de cadenes lineals d'enllaços simples (vegeu la regla del doble enllaç).
Els hidrocarburs i els compostos orgànics són abundants en meteorits, cometes i núvols interestel·lars, mentre que els seus anàlegs de silici mai s'han observat a la natura. El silici, però, forma polímers complexos d'una, dues i tres dimensions en què els àtoms d'oxigen formen ponts entre els àtoms de silici. Aquests s'anomenen silicats. Són estables i abundants en condicions terrestres, i s'han proposat com a base per a una forma preorgànica d'evolució a la Terra (vegeu hipòtesi de l'argila).